# Otto Dresel (Komponist)

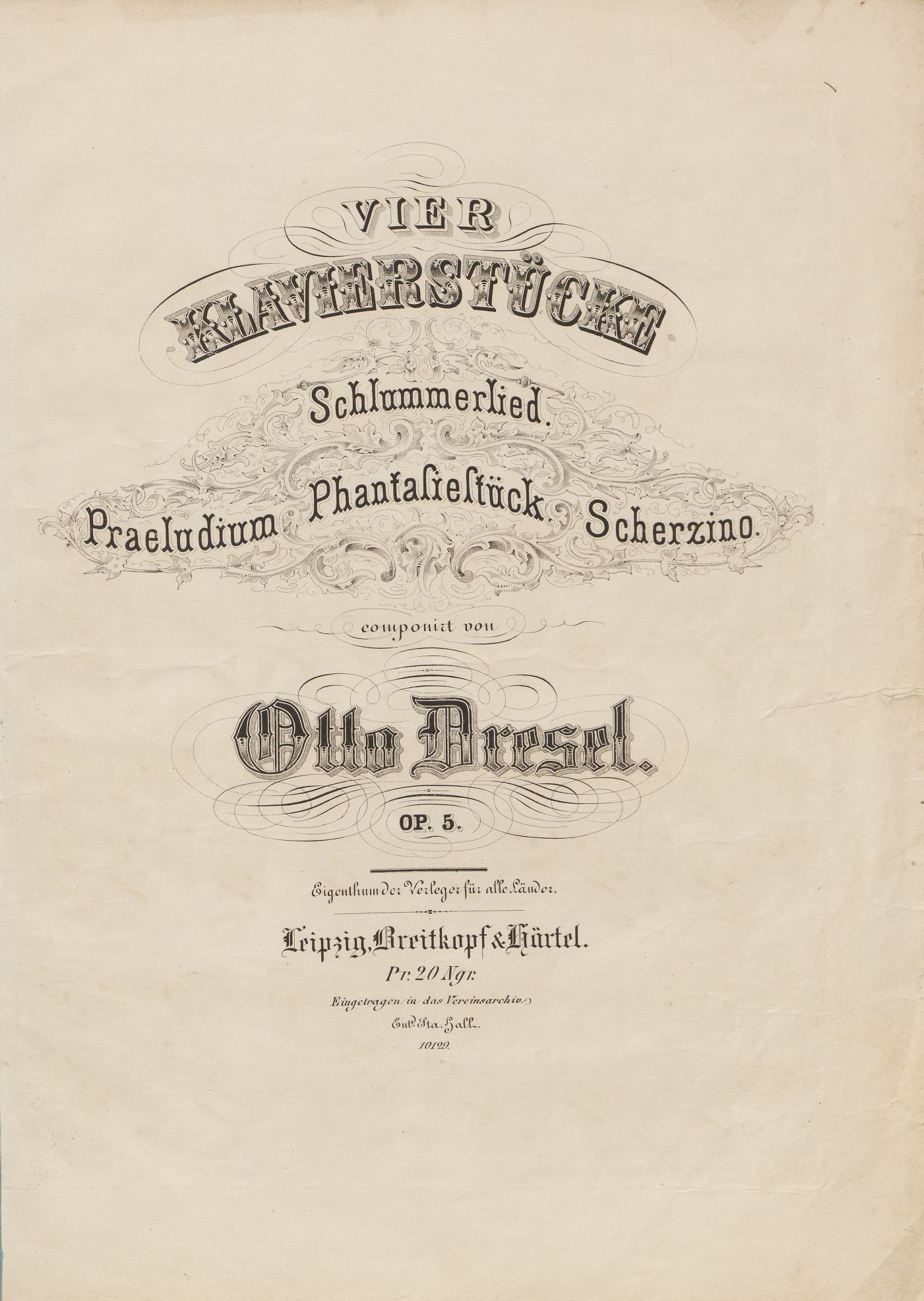
Otto Dresel,Vier Klavierstücke, Titelblatt der Erstausgabe (1860)

Otto Dresel (* 20. Dezember 1826 in Geisenheim; † 26. Juli 1890 in Beverly bei Boston) war ein deutsch-amerikanischer Pianist und Komponist.

## Leben
Dresel studierte bei Moritz Hauptmann in Leipzig sowie bei Ferdinand Hiller und Felix Mendelssohn Bartholdy. 1845 bis 1851 korrespondierte er auch mit Robert Schumann. Neben Liedern und Klavierstücken schrieb er 1846 bis 1848 ein Klaviertrio in a-Moll und ein Klavierquartett in F-Dur, die erst 2009 von dem Komponisten und Musikwissenschaftler David Francis Urrows aus Dresels Nachlass herausgegeben wurden.
1848 beteiligte sich Dresel an der deutschen Revolution, geriet daraufhin in Schwierigkeiten und übersiedelte noch im selben Jahr in die USA. Er lebte zunächst in New York City, wo ihn der ebenfalls aus Deutschland stammende Theodore Eisfeld unterstützte, der Chefdirigent der New Yorker Philharmoniker. 1852 zog er nach Boston, Massachusetts, später lebte er in Beverly.
Dresel machte sich in Boston bald einen Namen als hervorragender Pianist. Er komponierte hauptsächlich Kammermusik und Lieder sowie groß angelegte Vertonungen nach Gedichten von Henry Wadsworth Longfellow und Oliver Wendell Holmes für Solisten mit Orchester. Außerdem wirkte er als Klavierlehrer, zu seinen Schülern gehörten u. a. Mary Perkins geb. Potts, die Widmungsträgerin von Schumanns Bunten Blättern op. 99, und Amy Fay.
Von dem hohen Ansehen, das Dresel in Boston genoss, zeugt insbesondere seine Army Hymn nach einem Text von Oliver Wendell Holmes, die er 1862 im Auftrag der Stadt für das Emancipation Day Concert am 1. Januar 1863 komponierte. Die Stadt feierte damit die Emanzipationsproklamation von US-Präsident Abraham Lincoln, die am 1. Januar 1863 in Kraft trat, und mit der die Sklaverei in den Südstaaten offiziell für abgeschafft erklärt wurde.
Daneben setzte er sich auf seinen Reisen durch die Vereinigten Staaten für die Werke von Johann Sebastian Bach und Georg Friedrich Händel ein. 1883 gegründete er den Bostoner Bach Club, den er bis zu seinem Tod leitete.

## Familie
Am 30. Oktober 1863 heiratete er Anna Loring (1830–1896), eine Tochter von Ellis Gray Loring, einem Abolitionisten und Gründer der New England Anti-Slavery Society. Das Paar hatte zwei Kinder, Louisa Loring Dresel (1864–1894) und Ellis Loring Dresel (1865–1925). Letzterer wurde später Anwalt und Diplomat.

## Werke (Auswahl)

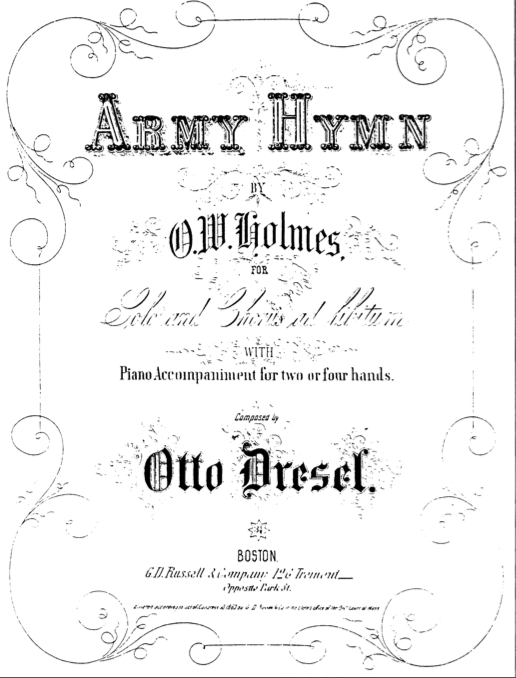
Otto Dresel, Army Hymn, Titelblatt der Erstausgabe (1863)

- Op. 1, Sechs Gesänge, Leipzig: Kistner, 1846
- Op. 2, Sechs Lieder, Leipzig: Whistling, 1847
- Op. 3, Sechs Lieder, Leipzig: Breitkopf & Härtel, 1848
- Op. 4, Aus der Kinderwelt. Sechs Lieder, Leipzig: Whistling, 1854
- Op. 5, Vier Klavierstücke, Leipzig: Breitkopf & Härtel, 1860
- Army Hymn für Bariton, Chor (ad libitum) und Klavier, Boston: G. D. Russell, 1863 (Orchesterfassung verschollen)
- Collected Vocal Music, hrsg. von David Francis Urrows, Middleton, Wisconsin: A-R Editions, Inc., 2002 (= Recent Researches in American Music, Band 45), ISBN 0-89579-509-4
- Chamber Music, hrsg. von David Francis Urrows, Middleton, Wisconsin: A-R Editions, Inc., 2009 (= Recent Researches in American Music, Band 68), ISBN 0-89579-642-2; ISBN 978-0-89579-642-4
- Keyboard Music, hrsg. von David Francis Urrows, Middleton, Wisconsin: A-R Editions, Inc., 2015 (= Recent Researches in American Music, Band 77), ISBN 978-0-89579-820-6 (Digitalisat)